# 심윤경
심윤경(1972년 ~ )은 대한민국의 소설가이다.
서울대학교 분자생물학과를 졸업하고 동 대학원에서 석사과정을 마쳤으며, 1998년부터 소설을 쓰기 시작했다. 2002년 《나의 아름다운 정원》으로 제7회 한겨레문학상을 수상하며 문단에 나왔다.
2004년 《달의 제단》을 펴내 그 해 동인문학상 최종심에 올랐으며, 이어 2006년 《이현의 연애》, 2008년 《서라벌 사람들》을 발표했다. 여섯 권 시리즈 완간을 계획으로 동화 '은지와 호찬이' 시리즈를 2011년 시작해서 2013년 마무리했다. 2012년 장편소설 《사랑이 달리다》를, 2013년 7월 후속작으로 《사랑이 채우다》를 펴냈다. 《사랑이 채우다》는 2013년 1월 EBS의 "라디오 연재소설" 프로그램의 낭독 작품으로 선정되어 출간 전 미리 작품을 선보인 바 있다.

## 작품
- 《나의 아름다운 정원》(한겨레신문사, 2002)
- 《달의 제단》(문이당, 2004)
- 《이현의 연애》(문학동네, 2006)
- 《서라벌 사람들》(실천문학사, 2008)
- 은지와 호찬이 시리즈(사계절)
  - 《반짝구두 대소동》(2011)
  - 《개구리 폭탄 대결투》(2011)
  - 《화해하기 보고서》(2011)
  - 《슈퍼스타 우주 입학식》(2012)
  - 《세상에서 제일 센 우리 아빠》(2012)
  - 《화산 폭발 생일 파티》(2013)
- 《사랑이 달리다》(문학동네, 2012)
- 《사랑이 채우다》(문학동네, 2013)

## 수상
- 2002년 - 제7회 한겨레문학상 수상
- 2005년 - 제6회 무영문학상 수상